# Кивиниеми, Калеви
Ка́леви И́лмари Ки́виниеми (фин. Kalevi Ilmari Kiviniemi; 30 июня 1958, Яласъярви, Финляндия — 3 апреля 2024) — один из наиболее признанных финских органистов.

## Биография
В 1963 году начал обучение игре на скрипке, а первым учителем стал его отец Паули Кивиниеми.
В 1977 году сдал единые выпускные экзамены и поступил в академию имени Сибелиуса на отделение академического вокала. В 1983 году, по окончании учёбы на общем отделении, получил диплом органиста и музыкального педагога. Его педагогом по органной музыке был Ээро Вяятяйнен, а по импровизации — Олли Линьяма.
Позднее неоднократно выезжал на учёбу в Германию, Нидерланды и Францию, где наиболее значительное воздействие на него произвели Пьер Кошеро, Оливье Мессиан, Жан Лангле, Мари-Клер Ален, Тон Копман и Вольфганг Рюбзам, в Нидерландах — Жак ван Оортмерссен и Густав Леонхардт.
С 1985 по 2000 годы занимал должность титулярного органиста в Крестовоздвиженской церкви (Ristinkirkko) города Лахти, где он руководил Фестивалем органной музыки (1991—2001).
Состоял в жюри международных соревнований по органной музыке (Нюрнберг 1996, Капри 1998, Шпайер 2001, Коршенбройх 2005, Сент Олбанс 2013). Также проводил мастер-классы в Рурском университете в Бохуме, в университете Лоуренса в Аплтоне и в колледже Густава Адольфа в США, а в Финляндии — в академии имени Сибелиуса.
Широкая публика знакома с Кивиниеми через его записи, количество которых превышает 160. Кивиниеми — первый в мире органист, записавший полное собрание сочинений Яна Сибелиуса для органа, Sibelius Complete Organ Works (Fuga-1982, 2004), часть записанных произведений были прочитаны исполнителем с манускрипта. Кивиниеми записывает и звучание исторических инструментов разных стран мира, например, США, Японии, Филиппин, Австралии, Италии, Франции, Швейцарии и Германии. В числе звукозаписывающих компаний, сотрудничающих с Кивиниеми — Warner Finland, Warner Japan, Warner Italy, Alba, Fuga, MILS, Motette-Ursina и Griola. Наиболее ценными записями Кивиниеми считаются выпущенные в 2009 César Franck Organ Works (OrganEra) и Caveillé-Coll, записанный во французском Руане. Критик Джон Миллер (SA-CD.net, 18.3.2009) отзывается о записях Франка так: «На мой взгляд, альбом Франка от Кивиниеми — лучший когда-либо исполненный и записанный альбом формата SA-CD в мире.» Концерты Калеви Кивиниеми часто транслируются на международном уровне; стоит упомянуть выступление в Соборе Парижской Богоматери в 2000 году вместе с Оливье Латри. В Финляндии о Калеви Кивиниеми был снят документальный фильм под названием «Urkutulta» (2001), что в переводе означает «Пламя органа».
Записи Кивиниеми удостоены большого количества премий; органист является обладателем двух золотых и одного платинового альбома. В 2000 английский журнал The Organ признал диск Improvisations записью года, а на родине сборник финских органных произведения Visions получил премию Janne в категории «Лучший финский сольный альбом». В 2009 году диск Lakeuden Ristin urut был выбран записью года и получил премию Recording of the Year от Music Web International.
Умер 3 апреля 2024 года после сердечного приступа в возрасте 65 лет.

## Концертная деятельность
С 2000 года Кивиниеми выступал с концертами органной музыки. Основной специализацией Кивиниеми является французская органная музыка. Обладал навыками импровизации, являлся автором и исполнителем многих талантливых органных аранжировок на сочинения Вагнера, Листа, Франка, Рахманинова и Скрябина. Нередко выступал с концертами для молодёжи в компании финского гитариста-виртуоза Марци Нюмана.
Кроме Финляндии, Кивиниеми выступал в Швеции, Дании, Норвегии, Исландии, Эстонии, Италии, Англии, Германии, Франции, Голландии, Швейцарии, Австрии, Российской Федерации, Японии, Австралии, США, Канаде, Люксембурге, Чешской Республике, Польше, Венгрии, Бельгии, Испании, на Канарских островах и на Филиппинах. Кивиниеми часто выступал в Соборе Парижской Богоматери, а также в церквях Сен-Сюльпис и Сент-Клотильд. В Соборе Парижской Богоматери органист впервые выступил в 2003 году, а в Сен-Сюльпис — в 2013 году. Кивиниеми был первым скандинавом, принявшим участие в серии концертов Concerts Spirituels Église St. Sulpice Paris. В числе крупнейших концертных залов, в которых выступал Кивиниеми — Гевандхаус в Германии и японские концертные залы Metropolitan Theatre, Osaka Concert Hall, Sapporo Kitara Concert Hall и Yokohama Minato Mirai Concert Hall.
Калеви Кивиниеми выступал с сольными и камерными концертами, а также сотрудничал со знаменитыми оркестрами, в числе которых Московский камерный и симфонический оркестры, Городской оркестр Хельсинки и Симфонический оркестр города Лахти. В числе дирижёров, сотрудничавших с Кивиниеми — Константин Орбелян, Патрик Галлуа, Джин Ванг, Юкка-Пекка Сарасте, Лейф Сегерстам, Осмо Вянскя, Пеэтер Лилье, Петри Сакари, Ханну Линту и Сантту Матиас Роували. В числе знаменитейших солистов, выступавших с Кивиниеми — Лиана Исакадзе, Барбара Хендрикс, Оливье Латри, Венсан Дюбуа, Сойле Исокоски, Карита Маттила, Йорма Хюннинен, Матти Салминен, Юха Ууситало, Эса Руттунен, Йоханна Русанен, Вилле Русанен, Арто Норас, Пюрю Миккола и Аале Линдгрен.

## Оценки
Государственный комитет по поддержке композиторского искусства Финляндии называет Кивиниеми «многогранным и суверенным исполнителем классической органной музыки», а также «титаном органной музыки, волшебником органа и мастером импровизации».
В 1998 году Фонд Культуры Musashino в Японии выбрал Калеви Кивиниеми музыкантом месяца. Вместе с Камиллой Нюлунд, Кивиниеми был первым финским музыкантом, получившим такое признание. На фестивале им. Сибелиуса в 2003 году Кивиниеми получил премию Luonnotar из рук Осмо Вянскя, а в 2004 году общество Organum вручило ему переходящую премию за заслуги в области органного искусства Финляндии. Общество города Лахти выбрало Кивиниеми «Жителем года» 2000. В 2009 году Калеви Кивиниеми получил Государственную премию в области композиторского искусства — самую знаменательную премию Финляндии. В 2012 году Кивиниеми был посвящён в рыцари и удостоен титула Chevalier OCM. В 2014 году Кивиниеми получил медаль Pro Cultura Tavastica et Fennica. Кроме того, Кивиниеми получил премию культуры города Лахти в 1999, премию Pro Arte Tavastica в 1997 и был удостоен титула Director Musices в 1991 году.

## Дискография
Калеви Кивиниеми записал 160 дисков.
- Suomen suurimmat urut (1989). Первая запись Кивиниеми
- Серия Organ Era:
  - Renaissance-Tänze (v. 2001), Organ Era 1. FUGA 9140 Historic Renaissance Organ, Schmalkalden Schlosskirche, Germany
  - Bamboo (v. 2003), Organ Era 2. FUGA 9161 Historic Bamboo Organ in Las Piñas, Manila, Philippines
  - Heroic Song (v. 2003), Organ Era 3. FUGA 9163 The Organ of Lapua Cathedral, Finland
  - Angel Dream (v. 2003), Organ Era 4. FUGA 9164 The Organ of Lapua Cathedral, Finland
  - Waltzing Matilda (v. 2003), Organ Era 5. FUGA 9196 The Grand Concert Organ, Melbourne Town Hall, Australia
  - Serassi (v. 2004), Organ Era 6. FUGA 9183 Historic Organ at the Church of San Biagio, Caprino Bergamasco, Italy
  - Sibelius (v. 2004), Organ Era 7. FUGA 9182 Winterthur Stadtkirche, Switzerland
  - Canonnade (v. 2005), Organ Era 8. FUGA 9205 Historic Holzhay Organ, Abbey Church Neresheim, Germany
  - Bombarde (v. 2005), Organ Era 9. FUGA 9207 (запись № 100) Matthäuskirche Stuttgart, Germany
  - Liszt (v. 2006), Organ Era 10. FUGA 9214 Historic Seifert Organ, St.Mary’s Basilica Kevelaer, Germany
  - Wurlitzer (v. 2006), Organ Era 11. FUGA 9217 The Wurlitzer Theatre Pipe Organ, Sanfilippo Victorian Palace, Barrington Hills, Illinois,USA
  - Jehan Alain (v. 2006), Organ Era 12. FUGA 9219 The Organ of the Church of the Cross, Lahti, Finland
  - César Franck (v. 2009) Organ Era 13. FUGA 9281 Paschen Organ, Central Pori Church, Finland
  - Cavaillé-Coll, Paris (v. 2009) Organ Era 14. FUGA Historic Cavaillé-Coll Organ, Abbey Church of Saint-Ouen, Rouen, France
  - Rédemption (v. 2011) Organ Era 15. FUGA Dudelange, Luxemburg
  - The Cliburn Organ (v. 2015) Organ Era 16. FUGA The Rildia Bee O’Bryan Cliburn Organ Casavant Frères Limitée, Broadway Baptist Church, Fort Worth, Texas, USA
  - Sion (v. 2016) Organ Era 17. FUGA The oldest playable organ in the world in Sion Valére, Switzerland
  - Finlandia (v. 2016,) Organ Era 18. FUGA Tampere Cathedral, Finland
  - Stockwerk (v. 2016) Organ Era 19. FUGA Harder-Völkmann Organ in Stockwerk, Gröbenzell; Germany
- Liszt Music for Organ (v. 1995) MILS
- Wagner (v. 2001) MILS
- Chicago Concert (v. 1999) Motette-Ursina
- Poulenc Organ Concerto (v. 1995) Moscow Chamber Orchestra, dir. Constantin Orbelian
- Visions (v. 2000), Warner
- Improvisations (v. 1999), LOF

## Композиции
- Sarja uruille (1977), I приз в конкурсе композиций Северных стран
- Suite francaise (v.1991)
- Visions для танцоров и органа (1998), премьера на Международной неделе органной музыки в г. Лахти
- Poème (1999), премьера в Бад-Хомбурге, Германия(Orgelfestival Fugato)
- Mosaique (2002), премьера в Бонне, Германия (St. Josephs Kathedral)
- Piéce (2002), премьера в Париже, Франция (Cathédrale Notre Dame)
- Intermezzo (2005)
- Revontulet (2005)
- Фантазия «Suomalainen rukous» (2008)
- Étude pour les Pédales «Noë» (2009)
- De Profundis в память о жертвах катастрофы на Фукусиме (2011)
- Suite (Le Feu, Le Ciel, La Mosaique brisée) (2011)
- Фантазия 'Lohikäärmeen tuli' для арфы и органа (2012)
- Поэма 'Broken Soul' (Части Introduction, Consolation, Broken Soul) (2015)